# Aqua (спутник)
Aqua — американский научно-исследовательский спутник. Спутник является частью комплексной программы НАСА EOS (Earth Observing System), направленной на исследование Земли и состоящей из трёх специализированных спутников Terra, Aqua и Aura, предназначенных для исследования суши, воды и атмосферы соответственно. 
Спутник был запущен 4 мая 2002 года с авиабазы Ванденберг (США) и выведен на околополярную солнечно-синхронную орбиту высотой 680 км. 
На борту спутника установлены шесть научных инструментов, часть из которых предназначена для изучения свойств облачного покрова и определения температуры воды в морях, другая — для определения температуры атмосферы Земли и её влажности.
Предполагался шестилетний срок службы спутника;  реально он действует до сих пор (2024 год).

## Программа EOS
Aqua стал вторым спутником (после Terra), запущенным в рамках программы EOS и является частью спутниковой группировки, которая включает Terra, Aura, CloudSat, Parasol и Calipso.
Эта группа спутников носит название A-train; вместе их радары дают наиболее всестороннюю картину погоды и климата на Земле.
НАСА построило EOS для международного исследования Земли. 
EOS состоит из трёх главных частей:
- ряда спутников, разработанных для изучения трудности глобальных изменений;
- продвинутой компьютерной сети под названием EOSDIS для обработки, хранения и распределения данных;
- команды учёных со всего земного шара, изучающих эти данные.

Спутники EOS передают данные, которые можно принять в любой точке мира.
EOS является главной центральной частью Earth Science Enterprise (ESE)[что?]. 
По словам американского космического агентства EOS — научная информационная сборочная система и система хранения и поиска данных, поддерживающая скоординированную серию полярно-орбитальных спутников и спутников на орбитах с низким наклонением, предназначенных для долгосрочных глобальных наблюдений за поверхностью земли, биосферой, атмосферой и океанами.
Спутники A-train летают на низких полярных орбитах на высоте около 700 км над Землёй; они совершают вокруг Земли 14 витков в день. 

Aqua пересекает экватор приблизительно в 1:30 и 13:30 по местному времени, приблизительно на 3 часа позже Terra. Из-за ограниченного поля обзора для Aqua требуется приблизительно 16 дней, чтобы нанести на карту всю поверхность планеты.
Aqua передаёт данные полученные от своих научных приборов AIRS/AMSU-A/HSB, AMSR-E, CERES и MODIS по радио X-диапазона (СВЧ). Спутник вещает непрерывно за исключением пятиминутных прерываний, когда он связывается со своими станциями в Покер Флет на Аляске и в Шпицбергене (Норвегия).
Послеполуденные наблюдения Aqua и утренние наблюдения Terra помогают учёным понять ежедневный цикл ключевых научных параметров, таких как выпадение осадков и циркуляция морской воды.

## Задачи
Согласно НАСА, спутник Aqua фокусируется на мультидисциплинарном исследовании взаимосвязанных процессов Земли в атмосфере, океанах и на поверхности земли и их отношений к изменениям в Земной системе.
Научная аппаратура Aqua направлена на:
- исследование температуры атмосферы, влажности, облаков, выпадения осадков и радиационного баланса;
- исследование снега и морского льда;
- исследование температуры морской поверхности и продуктивности океана;
- исследование влажности почвы;
- улучшение точности прогнозирования погоды;
- мониторинг динамики земной и морской экосистемы.

В течение своей миссии Aqua наблюдает за изменениями в циркуляции воды в океане и помогает в изучении влияния облаков и процессов поверхностных вод на земной климат. Наблюдение за океанами, атмосферой, землёй, льдом, снежным покровом и растительностью позволяет сделать более точные прогнозы погоды.
Получаемая информация помогает учёным понять, как изменяются глобальные экосистемы, и как они затрагивают и реагируют на глобальное изменение окружающей среды. Это помогает изучить взаимодействия между основными элементами земной системы.
Полный оборот всей воды в атмосфере Земли за год происходит приблизительно 33 раза и учёные хотят знать, как вода в атмосфере Земли реагирует на возрастающие концентрации углекислого газа, способствует ли это глобальному потеплению, или противодействует ему.
Первая польза для широкой публики от Aqua была в улучшении ежедневных прогнозов погоды; с научными данными от Aqua синоптики могут предсказать погоду в два или три раза лучше, чем ранее.

## Полезная нагрузка
Система наблюдения Земли:
За длительный период времени учёные должны провести измерения во всём мире, чтобы собрать достаточно информации для построения точных компьютерных моделей, которые позволят им предсказать причины и следствия изменения климата.
На данный момент единственный выполнимый способ собрать такую огромную информацию из космоса с помощью так называемых удалённых датчиков. Таким образом, спутники, вращающиеся вокруг Земли и несущие приборы, могут измерить такие вещи как температура на расстоянии. К таким спутникам относятся Terra, Aqua и Aura.
Полезная нагрузка спутника включает в себя шесть уникальных научных приборов: 
атмосферный инфракрасный зонд AIRS (Atmospheric Infrared Sounder), 
перспективный микроволновый блок зонда AMSU-A (Advanced Microwave Sounding Unit), 
зонд влажности для Бразилии HSB (Humidity Sounder for Brazil), 
перспективный микроволновый сканирующий радиометр по программе EOS — AMSR-E (Advanced Microwave Scanning Radiometer), спектрорадиометр среднего разрешения MODIS (Moderate-Resolution Imaging Spectroradiometer), 
система измерения излучательной способности облачного покрова и Земли CERES (Clouds and the Earth’s Radiant Energy System). 
Каждый из шести приборов уникален по своим характеристикам и возможностям, и все они должны стать мощным инструментом в изучении Земли из космоса.
Aqua — совместный проект Соединённых Штатов, Японии и Бразилии:
Соединённые Штаты предоставили космический корабль и четыре из шести приборов для исследований:
- Центр космических полётов Годдарда предоставил прибор MODIS и блок AMSU-A;
- Лаборатория реактивного движения НАСА обеспечила спутник зондом AIRS;
- Исследовательский центр Лэнгли НАСА предоставил прибор CERES;
- Японское агентство аэрокосмических исследований предоставило прибор AMSR-E;
- Бразильский институт космических исследований (Instituto Nacional de Pesquisas Espaciais) предоставил прибор HSB.

### AIRS
Зонд предназначен для измерения влажности, температуры, характеристик облачного покрова и парниковых газов в атмосфере. Основным элементов AIRS является новый спектрометр высокого разрешения, который измеряет инфракрасное излучение Земли в спектральном диапазоне от 3.75 до 15.4 мкм. Измерение ведётся по 2378 каналам. Полоса захвата сканера — 800 км.
AIRS был изготовлен BAE Systems по заказу JPL; другими подрядчиками стали TRW Inc., Matra Marconi Space и Aerojet.

### AMSU-A
Блок состоит из двух физически раздельных блоков, AMSU-A1 и AMSU-A2, и используется совместно с AIRS для получения точных профилей температур атмосферы. 
AMSU обеспечит измерение температуры атмосферы до высоты в 40 км и имеет возможность фильтрации облаков для проведения измерений глубже в атмосфере. 
Датчик AMSU работает по 15 каналам, 12 из которых преимущественно используются для измерения температуры, а три — для измерений водяного пара в атмосфере и осадков. Разрешение измерений, проведённых строго под аппаратом (в надир), — 40,5 км.
AMSU изготовлен Aerojet, по контракту с Центром Годдарда.

### HSB
Прибор предназначен для зондирования влаги в атмосфере, измерения осадков и общего количества воды в атмосферном столбе под аппаратом. Прибор замечателен тем, что он способен получать профили влажности в условиях мощной облачности. Зонд имеет четыре канала, и полученные прибором данные будут иметь разрешающую способность по горизонтали 13,5 км.
HSB в программе Aqua обеспечивается INPE; главным подрядчиком по прибору является Matra Marconi Space.

### AMSR-E
Прибор предназначен для измерения уровней ливневых осадков как на суше, так и в океане. Над океанами прибор с помощью микроволнового излучения может проводить зондирование облаков (сквозь малые частицы), с тем чтобы измерить микроволновую эмиссию от больших дождевых капель. Уровень чувствительности прибора для осадков в районе океана — 50 мм в час.
Над сушей AMSR-E способен измерять рассеивание от больших частиц льда, которые позже превращаются в дождевые капли.
AMSR-E изготовлен японской компанией Mitsubishi Electric Corporation.

### MODIS
Инструмент предназначен для получения спектральных изображений отражений с дневной части земной поверхности и дневного/ночного излучения в каждой точке поверхности Земли, как минимум, каждые два дня. В инструменте применена концепция отображающего радиометра. Прибор обеспечит получение изображения в 36 дискретных полосах спектра от 0,4 до 14,5 мкм.
MODIS изготовлен Raytheon Santa Barbara Remote Sensing по контракту с космическим центром Годдарда.

### CERES
Система предназначена для сканирования верхних слоёв атмосферы. Используя данные с отображающих приборов на борту Aqua, CERES способен определять свойства облаков, включая высоту, толщину и размеры частиц в облаке.
Прибор состоит из двух широкополосных сканирующих радиометров, которые измеряют отраженный солнечный свет, собственное излучение Земли и полное излучение.
Инструмент был изготовлен TRW Space & Electronics Group.